# 고베 9 크루즈
고베 9 크루즈(일본어: 神戸9クルーズ)는 고베시를 연고지로 하며 고베 종합 운동 공원 야구장을 홈구장으로 하는 일본프로야구 독립리그인 간사이 독립 리그의 팀이다. 너클 공주로 알려진 일본 최초의 여자 프로야구 선수인 요시다 에리가 있었던 것으로 유명하다. 2010년 시즌 전 재정문제로 해체되었다.